# Manota teocchii
Manota teocchii är en tvåvingeart som beskrevs av Loïc Matile 1972. Manota teocchii ingår i släktet Manota och familjen svampmyggor.
Artens utbredningsområde är Centralafrikanska republiken. Inga underarter finns listade i Catalogue of Life.